# Eulithis leucoptera
Eulithis leucoptera là một loài bướm đêm trong họ Geometridae.